# Little Haresfield
Little Haresfield är en ort i Storbritannien.   Den ligger i grevskapet Gloucestershire och riksdelen England, i den södra delen av landet, 150 km väster om huvudstaden London. Little Haresfield ligger 33 meter över havet och antalet invånare är 152.
Terrängen runt Little Haresfield är platt åt nordväst, men åt sydost är den kuperad. Runt Little Haresfield är det ganska tätbefolkat, med 230 invånare per kvadratkilometer. Närmaste större samhälle är Gloucester, 9,9 km norr om Little Haresfield. Trakten runt Little Haresfield består till största delen av jordbruksmark.